# Макуха Олег Сергійович
Олег Сергійович Макуха — полковник ЗСУ.

## Життєпис
Бере участь в бойових діях з 2014-го року. З 20.02.2019 по 27.08.2020 служив командиром 21-го мотопіхотного батальйону «Сармат» у складі 56 ОМПБр. Навчався в університеті оборони України. На початку повномасштанбного вторгнення призначений начальником штабу новоствореної 4 ОТБр.
До 2024 року служив командиром 41-ї механізованої бригади.

## Нагороди
- орден Богдана Хмельницького ІІ ступеня (указ № 617/2022)[3]
- орден Богдана Хмельницького ІІІ ступеня (указ № 468/2022)[4]